# 习惯性行为
习惯性行为属于社会心理学、消费者心理学和市场心理学范畴。

## 在市场心理学中
在消费者心理学和市场心理学中也称作“习惯性购买行为”。

### 原因
- 不愿每次购买都重新考虑的愿望
- 减少令人不快的惊讶的风险
- 放弃比较购买，节约时间
- 确认产品优点的一致性和可靠性
- 证实自己过去选择的“明智”